# Kasachfilm
Kasachfilm (kasachisch Қазақфильм, russisch Казахфильм) ist die staatliche kasachische Filmproduktionsgesellschaft mit einem Filmstudio in Almaty. Zur Zeit der Kasachischen SSR wurden praktisch alle kasachischen Filme hier produziert.

## Geschichte

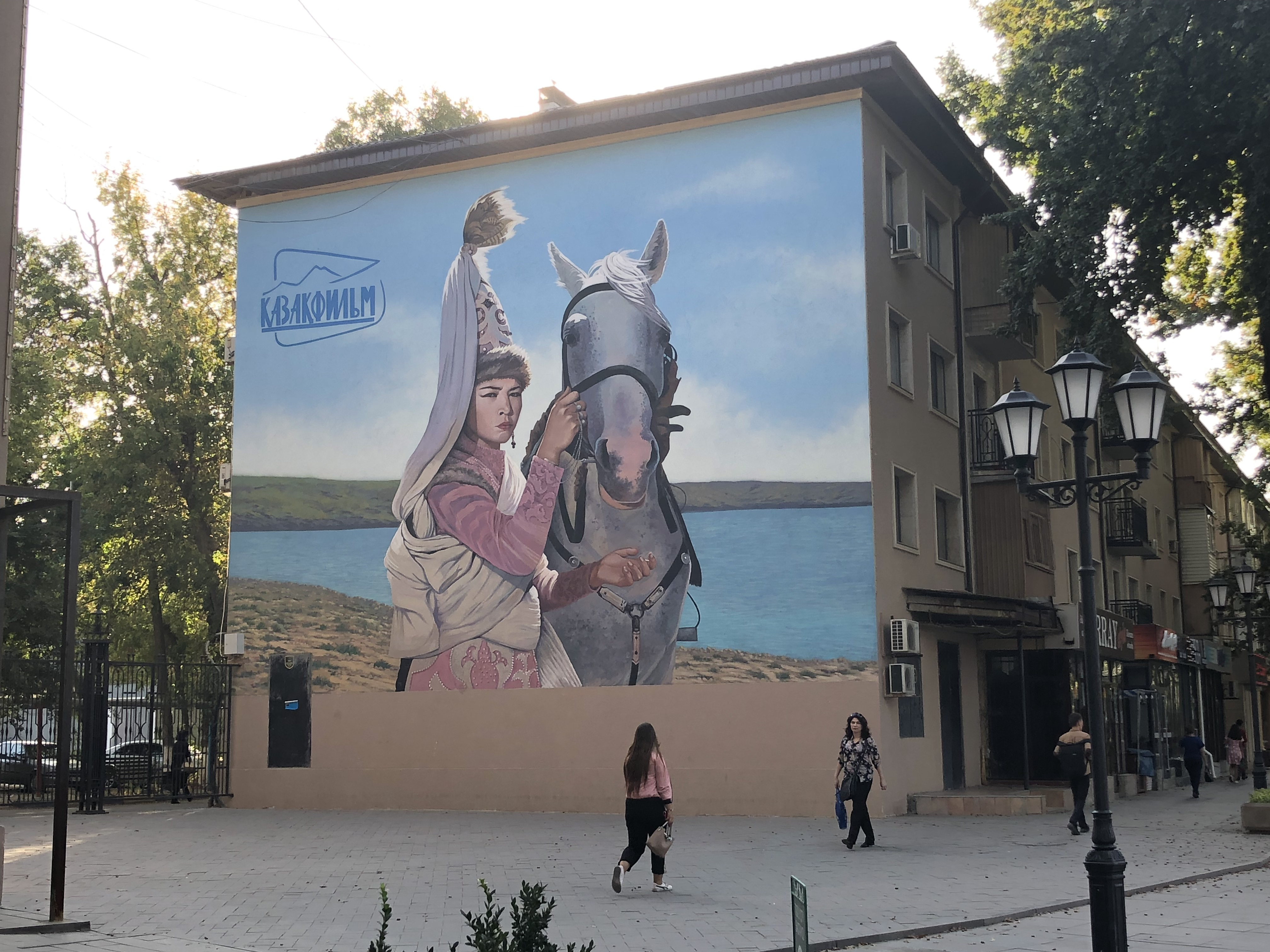
Fassadengemälde im kasachischen Schymkent mit einer Szene des Films "Kyz-Zhibek" von 1970.

Das Studio wurde 1934 als Alma-Ata (heute Almaty) Dokumentarfilmstudio gegründet. Zunächst wurden hier ausschließlich Wochenschauen produziert, nach und nach auch Dokumentar- und Spielfilme.
Während des Zweiten Weltkrieges wurden Mosfilm und Lenfilm, die größten Filmproduktionsgesellschaften der Sowjetunion, 1941 zu einem Unternehmen zusammengefasst und nach Alma-Ata evakuiert, wo sie mit Kasachfilm zum Центральная объединённая киностудия (Zentralnaja objedinjonnaja kinostudija, Abk.: ZOKS) fusionierten. Die wichtigsten sowjetischen Regisseure der Zeit arbeiteten dadurch in Alma-Ata. So drehte etwa Sergei Eisenstein Iwan der Schreckliche I und II von 1943 bis 1945 hier. Als nach dem Kriegsende wieder in Moskau und Leningrad gedreht werden konnte, wurde stattdessen am 25. Januar 1944 aus den Anlagen das neue Alma-Ata-Studio für Spiel- und Dokumentarfilm. Auch dieses spezialisierte sich wieder auf Dokumentarfilme und Wochenschauen, die wenigen hier produzierten Spielfilme waren zu spezifisch kasachischen Themen, so zum Beispiel der erste kasachische Farbfilm Djambul (1952) unter der Regie von Jefim Dsigan und mit Schäken Aimanow in der Hauptrolle. Im Zuge der Entstalinisierung kamen auch einige nicht-kasachische Filmregisseure zu Kasachfilm, um im Rahmen der Neuland-Kampagne Filme zu produzieren.
1960 erhielt das Unternehmen schließlich den Namen Kasachfilm. 1967 wurde erstmals ein Trickfilm produziert. Schäken Aimanow und seine Filme zählen zu den wichtigsten Werken Kasachfilms und 1984 wurde das Studio in Alma-Ata nach ihm benannt.
Bis zur Perestroika waren die meisten Filme Kasachfilms Propagandafilme, meist verklärte Historienfilme oder vorhersehbare Romantikfilme.  Der Regisseur Sergei Solowjow organisierte 1984 eine Werkstatt für mehrere kasachische Filmemacher am Gerassimow-Institut für Kinematographie (WGIK) in Moskau. Die Filme der Absolventen dieser Hochschule, die im Anschluss bei Kasachfilm angestellt wurden, werden wegen ihrer künstlerischen Innovation, der Nähe zu Jugend- und Subkultur und ihres Erfolgs bei internationalen Festivals als „Neue kasachische Welle“ eingeordnet. Zu den Vertretern dieser Bewegung gehörten unter anderem Raschid Nugmanow, in dessen Film Morphium – Die Nadel (1988) der bekannte Rockmusiker Wiktor Zoi die Hauptrolle übernahm, sowie Dareschan Omirbajew und Jermek Schinarbajew.
Nach dem Fall der Sowjetunion konnte das Studio durch maßgebliche staatliche Förderungen erhalten werden. Einige Filme wurden seitdem mit Produktionsfirmen westlicher Länder koproduziert, vor allem mit französischen Produktionsgesellschaften. Seit 2005 ist Kasachfilm als staatliche Aktiengesellschaft eingetragen. Die Anzahl der Filme liegt inzwischen jährlich bei etwa zehn Dokumentarfilmen, sechs bis sieben Spielfilmen und fünf Trickfilmen.

## Filmografie (Auswahl)
- 1952: Djambul
- 1954: Poema o lyubvi (Regie: Schäken Aimanow, Karl Gakkel)
- 1960: Der Stationsvorsteher (Tischina)
- 1970: Das Ende des Atamans (Konez Atamana)
- 1970: Kyz-Zhibek (Qyz Jibek)
- 1973: Wölfe (Ljutyj)
- 1974: He, ihr Cowboys! (Ej wy kowboi)
- 1975: Gaukhartas (Hrani Svoyu Zvezdu)
- 1977: Einmal und fürs ganze Leben (Odnashdy i na wsju shisn)
- 1978: Transsibirien-Express (Transsibirski Ekspress)
- 1979: Verfolgung in der Steppe (Pogonja w stepi)
- 1980: Die Boten eilen (Gonzy speschat)
- 1982: Das Haus auf dem Wasser (Soljonaja reka detstwa)
- 1983: Mitschuldig (Iskupi winu...)
- 1984: Der neunte Sohn des Hirten (Bojsja, wrag, dewjatogo syna)
- 1984: Das Mädchen Sjurik (Sladki sok wnutri trawy)
- 1984: Sonderauftrag für Leutnant Turasch (Dogij miletschnij putj)
- 1985: Ihr sollt uns kennenlernen! (Snai naschich!)
- 1986: Scharfschützen (Snaipery)
- 1986: Die fremde Weiße (Tschuschaja belaja i rjaboi)
- 1987: Das Märchen von der schönen Aissulu (Skaska o prekrasnoi Aissulu)
- 1988: Morphium – Die Nadel (Igla)
- 1989: Die Rache (Mest)
- 1991: Der junge Kairat (Kairat)
- 2019: Die Legende von Tomiris – Die Schlacht gegen Persien (Tomiris)